# ウルトラマリン
ウルトラマリンは無機顔料の一種である。構成成分はアルミニウムとナトリウムのケイ酸塩に硫化物イオンや硫酸イオンが混じったものである。天然にはラピスラズリの主成分として存在する。
歴史的には azzurrum ultramarine、azzurrum transmarinum、azzuro oltramarino、azur d'Acre、pierre d'azur、Lazurstein などと呼ばれてきた。現代では Ultramarine（英語）、Outremer lapis（フランス語）、Ultramarin echt（ドイツ語）、Oltremare genuino（イタリア語）、Ultramarino verdadero（スペイン語）、瑠璃（日本語）と呼ばれている。
「ウルトラマリン」とは「海を越える」という意味である。天然ウルトラマリンの原料となるラピスラズリは、ヨーロッパの近くではアフガニスタンでしか産出せず、それが地中海を超える海路で運ばれたため、「海を越えて（来る・来た青）」という意味である。
青色のウルトラマリンのカラーインデックスジェネリックネームは Pigment Blue 29、カラーインデックス番号は77007である。天然ウルトラマリンは複雑な組成の天然鉱物顔料であり、硫黄を含んだケイ酸ナトリウムの錯体 (Na8–10Al6Si6O24S2–4) である。青金石（ラズライト）と呼ばれる青い立方体状の鉱物を含んだ石灰岩を原料として製造できる。しばしば、結晶格子の中に塩化物イオンが存在する。顔料の青色は不対電子を持つラジカルアニオン S3− によるものである。

## 天然ウルトラマリン

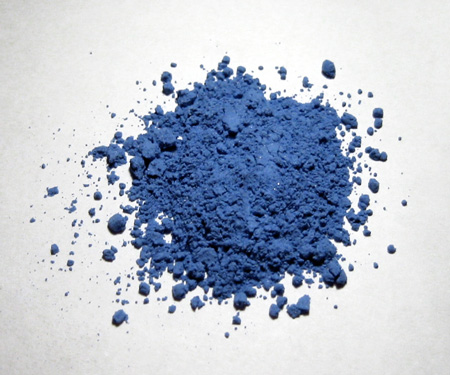
天然ウルトラマリン

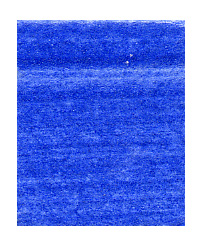
天然ウルトラマリンで着色した紙

ラピスラズリが最初に顔料として利用されたのは6–7世紀におけるアフガニスタンの寺院の洞窟画であり、これは鉱物顔料の始まりとして有名である。また、10–11世紀の中国の絵画、11、12、17世紀のインドの壁画、1100年頃のアングロサクソンやノルマン人による装飾写本などにも確認されている。天然のウルトラマリンは素手ですり砕くのが最も難しい顔料で、最高級の物を除き、粉砕と洗浄によって得られるのは薄く灰色がかった青色粉末のみであったが、13世紀の初頭に改良法が開発された。15世紀の芸術家チェンニーノ・チェンニーニによって記述された方法は次のようなものである。粉砕した原料を溶かした蝋、樹脂、油と混ぜ合わせ、できた塊を布に包み、うすい灰汁の中でこねる。青色の粒子が容器の底に沈み、不純物や無色の結晶は塊の中に残る。この工程を3回以上繰り返す。あとから滲出してくるものほど等級は劣る。高彩度の紫青色発色成分は少なくなりウルトラマリンアッシュ（ウルトラマリン灰）と呼ばれる。最終的な抽出物は少量の青い粒子を含んだ透明なものである。出来上がったウルトラマリン灰は透明度の高い薄い青色を持つことから光滑剤として珍重される。
この顔料が最も広く使われたのは14世紀から15世紀にかけてで、朱色や金色の補色として映えるため、装飾写本やイタリアの陶板画に用いられた。16世紀の初頭からazurrum ultramarinumとしてヨーロッパに輸入され始めた。ラピスラズリからは2%–3%程度の顔料しか取れなかったため、金で増量して用いられることもあった。輝度が高いことと、太陽光や油、消石灰にさらしても劣化しにくいことが貴重さの要因である。しかしながら鉱酸や酸蒸気には特に弱い。希塩酸、希硝酸、希硫酸によって青色はすぐに失われ、その過程で硫化水素が発生する。鉱酸よりもゆっくりではあるが、酢酸にも侵される。この酸に対する敏感さのため、ウルトラマリンをフレスコに用いられるのは、顔料を保持剤と混合して乾いた漆喰の上に塗るフレスコ・セッコ法に限られる。例としてジョット・ディ・ボンドーネによるパドヴァのスクロヴェーニ礼拝堂（アレーナ礼拝堂）のフレスコが挙げられる。
ヨーロッパの芸術家たちはこの貴重な顔料をめったに使用できず、聖マリアやキリストのローブを塗るための取って置きの品であった。また、しばしば下塗りに安価な青色顔料アズライトを使うことによって費用を節約することもあった。ヨーロッパにはイタリア・ヴェネツィアを通して輸入され、ドイツなどイタリアより北の国の作品にはほとんど見られない。天然ウルトラマリンを使った画家のうち、フェルメールの使用は有名で、フェルメールの青の呼称にフェルメール・ブルーという呼称がある。16世紀後半から17世紀におけるアズライトの不足によって、もともと高価であったウルトラマリンの価格はさらに高騰した。
英国の一部の絵具メーカーのカタログには1980年頃まで、天然のウルトラマリンによるチューブ入り油絵具、固形水彩絵具、粉末顔料が特注品としてラインナップされていたが、粉末顔料は1グラムが約7000円程度であり、金より高価であった。この天然の顔料も最近では殆ど作られておらず、現在のウルトラマリンの顔料の大半は次に述べる合成顔料である。
緑色や紫色（ウルトラマリンバイオレット、ウルトラマリンレッド）、赤色（ウルトラマリンピンク）のものもある。

## 合成ウルトラマリン

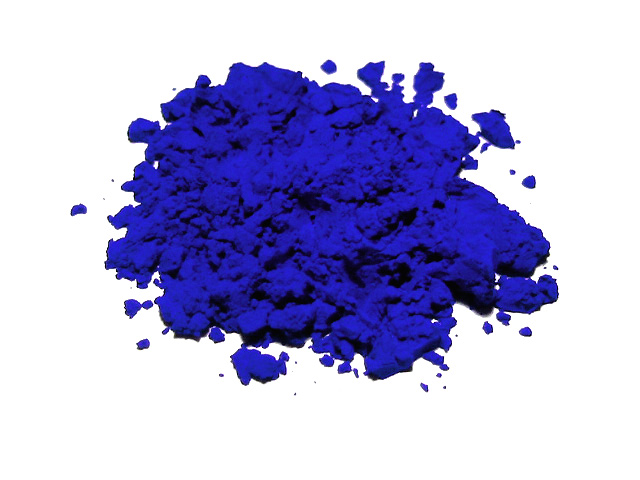
合成ウルトラマリン青

1814年にサンゴバンのタサエール (Tassaert) は、石灰を焼くかまどの中にウルトラマリンではないとしても非常に似た青い化合物が生成しているのを発見した。1824年、この発見に対して工業奨励協会 (Societé pour l'Encouragement d'Industrie) から「貴重な顔料の人工製造のための賞」が贈られた。製造工程は1826年にフランスのジャン・バプティステ・ギメ、1828年にテュービンゲン大学のクリスティアン・グメリンによって開発された。ギメは開発した製造法を公開しなかったため、グメリンが人造の合成ウルトラマリンの創作者として知られるようになった。
合成ウルトラマリンは非常に安価で、高彩度であり美しい色合いをしているので、紙、ゴム、プラスチックの着色、壁紙や更紗の染色、壁画やタブローなど、広く使われている。また白いリンネルや紙などの黄ばみの調整にも用いられる。「ランドリー・ブルー」（青み付け）は合成ウルトラマリンの溶液で、白い服を洗濯するときに用いられる。紙の製造に大量に使用され、特にイギリスでポピュラーな薄く青みがかった便箋を作る際に使われる。なお、かつては合成ウルトラマリンとカドミウムイエローの混合物が「カドミウムグリーン」という名の緑色顔料として使われたが、現在では「カドミウムグリーン」はカドミウム黄とフタロシアニン緑の混合によるものが主流である。

### 性質
合成ウルトラマリンは粒径が小さく揃っているため光をより均一に散乱させる。また発色成分の濃度も高い。それゆえ、天然ウルトラマリンより鮮やかである。ただし耐光性はわずかながら劣る。塗料として使われる場合、合成ウルトラマリンは天然のものと同様のすばらしい青色を持ち、光で、あるいは油や消石灰と混ぜても劣化しない。ただしウルトラマリン退色の原因を乾性油の酸であるとする説もある。合成ウルトラマリンは塩酸によって直ちに脱色され、硫化水素を発生させる点でも同じである。ウルトラマリンブルーによる高濃度の色材は暗い色をしているが、希釈や白色の混合によって本来の鮮明な色合いを呈する。ウルトラマリンレッドに白色などを加えたときの彩度低下は、ウルトラマリンライトやウルトラマリンバイオレットと比較すると大きい。硫酸カルシウム (annalin) や硫酸バリウム（blanc fix, 重晶石）による希釈では大きな効果が得られる。

### 製法
使われる原料は (1) 鉄を含まないカオリナイト、これは他の純粋な粘土でも良いが、できる限りシリカSiO2とアルミナAl2O3をカオリナイトに近い比で含まねばならない（シリカ分が不足する場合は計算量の粉砕シリカを加えて補うこともできる）、(2) 無水硫酸ナトリウム、(3) 無水炭酸ナトリウム、(4) 粉末硫黄、(5) 粉末活性炭、または灰分の低い石炭かロジンの塊、である。これらを混合して融解させると「ウルトラマリンを少し含むシリカ」が得られる。生成物は最初白いが、硫黄を混ぜて熱するとすぐに緑色になる（ウルトラマリングリーン）。硫黄が発火すると、良質な青い顔料が得られる。一般的に「ウルトラマリンをたっぷり含んだシリカ」は、純粋な粘土、非常に細かい白砂、硫黄、活性炭の混合物をマッフル炉で加熱すると得られる。青色の生成物が一挙に得られるが、しばしば赤みがかる。粉砕したのち水で洗われる。ウルトラマリンには赤、緑、青、紫といった種類がある。ただしウルトラマリンイエロー（ストロンチウム黄）は、ウルトラマリンとは物質としては全くの別物で関係がない。
ウルトラマリンの構造は基本的にはソーダライトと同じで、3次元のアルミノシリケート格子中に、結合してイオンを形成した3つの硫黄原子を含む。このイオンの対イオンは天然ではナトリウムイオンである。対イオンはリチウムやカリウムで置き換えることもでき、それによって格子構造は劇的に変化する。ナトリウムより小さなリチウムは格子を縮小させ、より大きなカリウムは拡張させる。硫黄イオンの対イオンとの相互作用や格子構造が変化することによって、最終的に出来上がる顔料の色合いに影響を与える。
ウルトラマリンの青色溶液を硝酸銀で処理すると、「シルバーウルトラマリン」が黄色の粉末として得られる。この化合物をカリウムやリチウムの塩化物で処理すると、カリウムまたはリチウムウルトラマリンが得られ、ヨウ化エチルで処理するとエチルウルトラマリンが得られる。硫黄をセレンやテルルで置き換えたウルトラマリンも合成されている。